# Imbituba Futebol Clube
Maillots
Le Imbituba Futebol Clube est un club brésilien de football basé à Imbituba dans l'État de Santa Catarina. 
Il évolue dans le Championnat de Santa Catarina.

## Palmarès
- Championnat de Santa Catarina de deuxième division : 2009